# Daniel Noriega
Daniel Noriega Acosta (ur. 30 marca 1977 w Puerto Ordaz) – wenezuelski piłkarz występujący na pozycji napastnika. Zawodnik klubu Llaneros FC.

## Kariera klubowa
Noriega karierę rozpoczynał w 1995 roku w zespole Minervén. W 1996 roku zdobył z nim mistrzostwo Wenezueli. W 1997 roku przeszedł do hiszpańskiego Rayo Vallecano z Segunda División. Przez rok rozegrał tam 8 spotkań i zdobył 2 bramki. Potem odszedł do argentyńskiego Uniónu Santa Fe z Primera B Nacional. Jego barwy reprezentował przez 2 lata.
W 2000 roku Noriega przeniósł się do peruwiańskiego Sportingu Cristal. W tym samym roku wywalczył z nim wicemistrzostwo Peru. Na początku 2001 roku wrócił do Uniónu Santa Fe. Tym razem występował tam przez rok. Następnie grał w wezezuelskich Mineros oraz ItalChacao. Jako gracz tego drugiego zespołu został królem strzelców fazy Apertura sezonu 2003/2004 Primera División Venezolana.
W 2004 roku Noriega odszedł do kolumbijskiego Independiente Medellín. W tym samym roku wywalczył z nim wicemistrzostwo fazy Apertura Categoría Primera A. Na początku 2005 roku powrócił do Wenezueli, gdzie kolejno reprezentował barwy zespołów Deportivo Táchira, Caracas FC, Mineros, Monagas SC, Guaros de Lara oraz od 2008 roku Llaneros FC.

## Kariera reprezentacyjna
W reprezentacji Wenezueli Noriega zadebiutował w 1996 roku. W 1999 roku znalazł się w drużynie na Copa América. Na tamtym turnieju, zakończonym przez Wenezuelę na fazie grupowej, wystąpił w spotkaniach z Brazylią (0:7), Chile (0:3) oraz Meksykiem (1:3).
W 2001 roku Noriega ponownie wziął udział w Copa América. Zaliczył na nim 3 pojedynki: z Kolumbią (0:2), Chile (0:1) oraz Ekwadorem (0:4). Wenezuela zaś zakończyła puchar na fazie grupowej.
W 2004 roku po raz trzeci został powołany do kadry na Copa América. Nie zagrał jednak na nim w żadnym meczu, a Wenezuela odpadła z turnieju po fazie grupowej.
W latach 1996–2005 w drużynie narodowej Noriega rozegrał 38 spotkań i zdobył 5 bramek.